# Буше, Элоди
Элоди́ Буше́-Бангальте́ (фр. Élodie Bouchez-Bangalter; род. 5 апреля 1973, Монтрёй) — французская актриса. Лауреат премии «Сезар». Наиболее известна по ролям Рене Риен в пятом сезоне сериала «Шпионка» и Мате Альварес в фильме «Дикий тростник».

## Биография
Элоди Буше родилась 5 апреля 1973 года в пригороде Парижа Монтрёй. В 13 лет начала работать фотомоделью, в 16 снялась в фильме Сержа Генсбура «Стэн-эксгибиционист». После этого её стали приглашать другие режиссёры, а в 1994 году Буше сыграла в фильме «Дикий тростник». За эту роль она получила премию «Сезар» в категории «Самая многообещающая актриса».
В 1998 году Буше снялась в фильме «Воображаемая жизнь ангелов», за который получила премию Каннского кинофестиваля как «Лучшая актриса».
Осенью 2005 года Буше присоединилась к актёрскому составу американского телесериала «Шпионка» в его пятом и последнем сезоне. Она сыграла роль убийцы Рене Риен, которая неофициально работает на ЦРУ. Элоди также была приглашённой звездой сериала «Секс в другом городе».
Элоди Буше замужем за Тома Бангальтером из группы Daft Punk. Они живут в Беверли-Хиллз, Калифорния и у них двое сыновей — Тара-Джей (род. 22.01.2002) и Роксан (род. 02.06.2008).
Композитор Дэвид Мид написал о ней песню Élodie.

## Фильмография
| Год       |    | Русское название                            | Оригинальное название                       | Роль                     |
| --------- | -- | ------------------------------------------- | ------------------------------------------- | ------------------------ |
| 1990      | ф  | Стэн-эксгибиционист                         | Stan the Flasher                            | Наташа                   |
| 1990—1991 | с  | Les compagnons de l'aventure                | Les compagnons de l'aventure                | имя персонажа неизвестно |
| 1992      | ф  | Все парни                                   | Tous les garçons                            | имя персонажа неизвестно |
| 1993      | ф  | Танго                                       | Tango                                       | девушка в самолёте       |
| 1993      | ф  | Украденная тетрадь                          | Le cahier volé                              | Виржини                  |
| 1993      | тф | Неоконченное письмо                         | La lettre inachevée                         | Мишель                   |
| 1994      | с  | 3000 scénarios contre un virus              | 3000 scénarios contre un virus              | Джули                    |
| 1994      | ф  | Слова любви                                 | Les mots de l'amour                         | дочь                     |
| 1994      | с  | Кордье — стражи порядка                     | Les cordier, juge et flic                   | Софи Амон                |
| 1994      | тф | Заколки                                     | Les brouches                                | Сандрин                  |
| 1994      | ф  | Юная угроза                                 | Le péril jeune                              | Софи                     |
| 1994      | ф  | Дикий тростник                              | Les roseaux sauvages                        | Мате Альварес            |
| 1994      | с  | Tous les garçons et les filles de leur âge… | Tous les garçons et les filles de leur âge… | Мате Альварес            |
| 1995      | ф  | Самый прекрасный возраст                    | Le plus bel âge…                            | Дельфин                  |
| 1996      | ф  | Мадемуазель Никто                           | Mademoiselle Personne                       | имя персонажа неизвестно |
| 1996      | ф  | Забитые до смерти                           | Clubbed to Death (Lola)                     | Лола                     |
| 1996      | ф  | Полный вперёд                               | À toute vitesse                             | Жюли                     |
| 1996      | ф  | Владелица                                   | The Proprietor                              | молодая девушка          |
| 1997      | ф  | Призраки субботнего вечера                  | Les fantômes du samedi soir                 | имя персонажа неизвестно |
| 1997      | ф  | Уже Рождество                               | C'est Noël déjà                             | продавщица блинов        |
| 1997      | ф  | Погоня за божеством                         | La divine poursuite                         | Анжел                    |
| 1997      | ф  | Стреляющие звёзды                           | Le ciel est à nous                          | Лола / Маргарита         |
| 1997      | ф  | Сгоревшие в раю                             | Flammen im Paradies                         | Жоржетт / Жюльетт        |
| 1998      | ф  | Я хочу спуститься                           | Je veux descendre                           | имя персонажа неизвестно |
| 1998      | ф  | Воображаемая жизнь ангелов                  | La vie rêvée des anges                      | Изабель «Иза» Тостен     |
| 1998      | ф  | Зона                                        | Zonzon                                      | Кармен                   |
| 1998      | ф  | Я бы не хотел умереть в воскресенье         | J’aimerais pas crever un dimanche           | Тереза                   |
| 1998      | ф  | Луиза (дубль 2)                             | Louise (Take 2)                             | Луиза                    |
| 1998      | ф  | Похитители                                  | Les kidnappeurs                             | Клер                     |
| 1999      | ф  | Смерть дурёхи                               | Meurtre d'une petite grue                   | имя персонажа неизвестно |
| 1999      | ф  | Любовники                                   | Lovers                                      | Жанна                    |
| 1999      | тф | Первый снег                                 | Premières neiges                            | Леа                      |
| 2000      | ф  | Ошибка Вольтера                             | La faute à Voltaire                         | Люси                     |
| 2000      | ф  | Слишком много плоти                         | Too Much Flesh                              | Жюльетт                  |
| 2001      | ф  | Агент «Стрекоза»                            | CQ                                          | Марлен                   |
| 2001      | ф  | Ударные звуки                               | The Beatnicks                               | Ника                     |
| 2001      | ф  | Мальчик-с-пальчик                           | Le petit poucet                             | людоедка                 |
| 2001      | ф  | Просветление                                | Being Light                                 | Жюстин                   |
| 2002      | ф  | Мечты о преступлении                        | Dreams of Trespass                          | имя персонажа неизвестно |
| 2002      | ф  | Чудесная одиссея одного идиота              | La merveilleuse odyssée de l'idiot Toboggan | имя персонажа неизвестно |
| 2002      | ф  | Война в Париже                              | La guerre à Paris                           | Ана Мария                |
| 2003      | ф  | Обет молчания                               | Le pacte du silence                         | Гаэль / Сара             |
| 2003      | ф  | Ненастная погода                            | Stormy Weather                              | Кора                     |
| 2004      | ф  | К чему приведёт голосование за эколога?     | À quoi ça sert de voter écolo?              | Анжел                    |
| 2004      | ф  | America Brown                               | America Brown                               | Рози                     |
| 2004      | ф  | Ты, старина                                 | Toi, vieux                                  | Элина                    |
| 2005      | ф  | Смерть вегетарианцам                        | Shooting Vegetarians                        | девушка в кофейне        |
| 2005      | ф  | Брис Великолепный                           | Brice de Nice                               | Жанна                    |
| 2005      | ф  | Простите, ненавистники                      | Sorry, Haters                               | Элоиза                   |
| 2005—2006 | с  | Шпионка                                     | Alias                                       | Рене Риен                |
| 2006—2007 | с  | Секс в другом городе                        | The L Word                                  | Клод Мондриан            |
| 2007      | ф  | Мое место под солнцем                       | Ma place au soleil                          | Жюли                     |
| 2007      | ф  | Герои                                       | Héros                                       | Лиза                     |
| 2007      | ф  | Ненавижу чужих детей                        | Je déteste les enfants des autres           | Сесиль                   |
| 2007      | ф  | Жизнь после него                            | Après lui                                   | Лаура                    |
| 2007      | ф  | Какой отец, такая дочь                      | Tel père telle fille                        | Сандра                   |
| 2008      | ф  | Мы — легенды                                | Seuls Two                                   | Жюльетт                  |
| 2009      | ф  | Driving Elodie                              | Driving Elodie                              | Элоди                    |
| 2009      | тф | Милая Франция                               | Douce France                                | Мюриэль                  |
| 2010      | ф  | Империалисты всё еще живы                   | The Imperialists Are Still Alive!           | Азия                     |
| 2010      | ф  | Несколько счастливцев                       | Happy Few                                   | Тери                     |
| 2013      | ф  | Тур де Шанс                                 | La grande boucle                            | Сильвия Ноэль            |
| 2018      | ф  | Чёрная полоса                               | Fleuve noir                                 | Лола Беллэль             |
| 2018      | ф  | Усыновление                                 | Pupille                                     | Алиса Ланглуа            |
| 2018      | ф  | Ги                                          | Guy                                         | молодая Анн-Мари         |
| 2024      | ф  | Разбитые сердца                             | L'Amour ouf                                 | мать Клотера             |

## Награды и номинации
- Кавалер ордена искусств и литературы (2019)[5]

| Награды и номинации                 | Награды и номинации | Награды и номинации          | Награды и номинации        | Награды и номинации |
| Награда                             | Год                 | Категория                    | Фильм                      | Итог                |
| ----------------------------------- | ------------------- | ---------------------------- | -------------------------- | ------------------- |
| Каннский кинофестиваль              | 1998                | Лучшая актриса               | Воображаемая жизнь ангелов | Награда             |
| Chlotrudis Awards                   | 2000                | Лучшая актриса               | Воображаемая жизнь ангелов | Номинация           |
| Cologne Mediterranean Film Festival | 2001                | Лучшая актриса               | Ошибка Вольтера            | Награда             |
| Сезар                               | 1995                | Самая многообещающая актриса | Дикий тростник             | Награда             |
| Сезар                               | 1999                | Лучшая актриса               | Воображаемая жизнь ангелов | Награда             |
| Edda Award (Исландия)               | 2003                | Актриса года                 | Ненастная погода           | Номинация           |
| European Film Awards                | 1998                | Лучшая актриса               | Воображаемая жизнь ангелов | Награда             |
| Lumiere Awards (Франция)            | 1999                | Лучшая актриса               | Воображаемая жизнь ангелов | Награда             |